# Српски кошаркашки клубови у европским такмичењима 2019/20.
Српски кошаркашки клубови у европским такмичењима 2019/20. имају два представника:
- Црвена звезда МТС је као победник Јадранске лиге 2018/19. изборила пласман у Евролигу 2019/20.
- Партизан НИС је као полуфиналиста Јадранске лиге 2018/19. обезбедио учешће у Еврокупу 2019/20.

## Црвена звезда МТС у Евролиги

### Први део такмичења
|    | Тим                             | Игр. | Поб. | Изг. | П+   | П-   | П+/- | Бод |
| -- | ------------------------------- | ---- | ---- | ---- | ---- | ---- | ---- | --- |
| 1  | Анадолу Ефес                    | 28   | 24   | 4    | 2432 | 2166 | +266 | 52  |
| 2  | Реал Мадрид                     | 28   | 22   | 6    | 2371 | 2165 | +206 | 50  |
| 3  | Барселона                       | 28   | 22   | 6    | 2357 | 2193 | +164 | 50  |
| 4  | ЦСКА Москва                     | 28   | 19   | 9    | 2305 | 2125 | +180 | 47  |
| 5  | Макаби ФОКС                     | 28   | 19   | 9    | 2291 | 2164 | +127 | 47  |
| 6  | Панатинаикос ОПАП               | 28   | 14   | 14   | 2392 | 2394 | -2   | 42  |
| 7  | Химки                           | 28   | 13   | 15   | 2393 | 2380 | +13  | 41  |
| 8  | Фенербахче Беко                 | 28   | 13   | 15   | 2153 | 2188 | -35  | 41  |
| 9  | Жалгирис                        | 28   | 12   | 16   | 2213 | 2142 | +71  | 40  |
| 10 | Валенсија                       | 28   | 12   | 16   | 2252 | 2273 | -21  | 40  |
| 11 | Олимпијакос                     | 28   | 12   | 16   | 2243 | 2282 | -39  | 40  |
| 12 | Армани ексчејнџ Олимпија Милано | 28   | 12   | 16   | 2163 | 2236 | -73  | 40  |
| 13 | Киролбет Басконија              | 28   | 12   | 16   | 2059 | 2155 | -96  | 40  |
| 14 | Црвена звезда МТС               | 28   | 11   | 17   | 2079 | 2108 | -29  | 39  |
| 15 | Асвел                           | 28   | 10   | 18   | 2073 | 2284 | -211 | 38  |
| 16 | АЛБА Берлин                     | 28   | 9    | 19   | 2304 | 2423 | -119 | 37  |
| 17 | Зенит Санкт Петербург           | 28   | 8    | 20   | 2055 | 2240 | -185 | 36  |
| 18 | Бајерн Минхен                   | 28   | 8    | 20   | 2064 | 2281 | -217 | 36  |

- НАПОМЕНА: Поени постигнути у продужецима нису урачунати у табели, а не користе се ни за одређивање предности у случају да су тимови изједначени.

Легенда:
| 3. 10. 2019. 20:00 Извештај |                                                                             | Панатинаикос ОПАП | 87 : 82                               | Црвена звезда МТС | Олимпијска дворана Никос Галис, Атина Гледаоци: 10.133 Судије: Хуан Карлос Гарсија, Емин Могулкоч, Гитис Вилијус |  |
| 3. 10. 2019. 20:00 Извештај | Четвртине: 14:17, 23:18, 29:18, 21:29                                       |                   |                                       |                   | Олимпијска дворана Никос Галис, Атина Гледаоци: 10.133 Судије: Хуан Карлос Гарсија, Емин Могулкоч, Гитис Вилијус |  |
| 3. 10. 2019. 20:00 Извештај | Поени: Калатес 21 Скокови: Томас 11 Асистенције: Калатес 7 Индекс: Томас 25 |                   | Гист 22 Гист 7 Барон 6 Барон, Гист 17 |                   | Олимпијска дворана Никос Галис, Атина Гледаоци: 10.133 Судије: Хуан Карлос Гарсија, Емин Могулкоч, Гитис Вилијус |  |

| 10. 10. 2019. 19:00 Извештај |                                                                                          | Црвена звезда МТС | 68 : 56                                    | Фенербахче Беко | Штарк арена, Београд Гледаоци: 16.879 Судије: Луиђи Ламоника, Пјотр Пастусјак, Раин Перанди |  |
| 10. 10. 2019. 19:00 Извештај | Четвртине: 15:16, 20:14, 16:13, 17:13                                                    |                   |                                            |                 | Штарк арена, Београд Гледаоци: 16.879 Судије: Луиђи Ламоника, Пјотр Пастусјак, Раин Перанди |  |
| 10. 10. 2019. 19:00 Извештај | Поени: Л. Браун 13 Скокови: Д. Браун, Гист 8 Асистенције: Л. Браун 6 Индекс: Л. Браун 17 |                   | Де Коло 19 Вилијамс 7 Де Коло 4 Де Коло 19 |                 | Штарк арена, Београд Гледаоци: 16.879 Судије: Луиђи Ламоника, Пјотр Пастусјак, Раин Перанди |  |

| 17. 10. 2019. 20:15 Извештај |                                                                            | Макаби ФОКС | 84 : 69                                                  | Црвена звезда МТС | Менора Мивташим арена, Тел Авив Гледаоци: 10.823 Судије: Борис Рижик, Роберт Виклицки, Синан Исгудер |  |
| 17. 10. 2019. 20:15 Извештај | Четвртине: 24:13, 15:17, 16:17, 12:20, 17:2                                |             |                                                          |                   | Менора Мивташим арена, Тел Авив Гледаоци: 10.823 Судије: Борис Рижик, Роберт Виклицки, Синан Исгудер |  |
| 17. 10. 2019. 20:15 Извештај | Поени: Вилбекин 16 Скокови: Каспи 8 Асистенције: Зосман 4 Индекс: Каспи 24 |             | Перпероглу 18 Оџо, Фаје 6 Човић, Џенкинс 4 Перпероглу 16 |                   | Менора Мивташим арена, Тел Авив Гледаоци: 10.823 Судије: Борис Рижик, Роберт Виклицки, Синан Исгудер |  |

| 24. 10. 2019. 21:00 Извештај |                                                                                        | Црвена звезда МТС | 65 : 73                                         | Барселона | Хала Пионир, Београд Гледаоци: 6.384 Судије: Олегс Латишевс, Жозеф Бисанг, Марћин Ковалски |  |
| 24. 10. 2019. 21:00 Извештај | Четвртине: 16:12, 20:21, 13:24, 16:16                                                  |                   |                                                 |           | Хала Пионир, Београд Гледаоци: 6.384 Судије: Олегс Латишевс, Жозеф Бисанг, Марћин Ковалски |  |
| 24. 10. 2019. 21:00 Извештај | Поени: Гист 10 Скокови: Давидовац, Оџо, Фаје 4 Асистенције: Л. Браун 3 Индекс: Фаје 10 |                   | Миротић 21 Дејвис, Миротић 6 Хигинс 5 Дејвис 24 |           | Хала Пионир, Београд Гледаоци: 6.384 Судије: Олегс Латишевс, Жозеф Бисанг, Марћин Ковалски |  |

| 29. 10. 2019. 18:30 Извештај |                                                                                | Анадолу Ефес | 85 : 70                                   | Црвена звезда МТС | Синан Ердем Дом, Истанбул Гледаоци: 12.466 Судије: Роберт Лотермозер, Јакуб Замојски, Петрос Папапетру |  |
| 29. 10. 2019. 18:30 Извештај | Четвртине: 21:9, 17:17, 18:25, 29:19                                           |              |                                           |                   | Синан Ердем Дом, Истанбул Гледаоци: 12.466 Судије: Роберт Лотермозер, Јакуб Замојски, Петрос Папапетру |  |
| 29. 10. 2019. 18:30 Извештај | Поени: Мицић 26 Скокови: Питерс 7 Асистенције: Мицић, Симон 5 Индекс: Мицић 29 |              | Л. Браун 18 Гист 7 Л. Браун 5 Л. Браун 19 |                   | Синан Ердем Дом, Истанбул Гледаоци: 12.466 Судије: Роберт Лотермозер, Јакуб Замојски, Петрос Папапетру |  |

| 31. 10. 2019. 19:00 Извештај | | Црвена звезда МТС | 90 : 78                               | Химки | Хала Пионир, Београд Гледаоци: 5.432 Судије: Фернандо Роха, Емилио Перез, Микеле Роси |  |
| 31. 10. 2019. 19:00 Извештај | Четвртине: 28:22, 22:19, 30:15, 10:22                                                                            |                   |                                       |       | Хала Пионир, Београд Гледаоци: 5.432 Судије: Фернандо Роха, Емилио Перез, Микеле Роси |  |
| 31. 10. 2019. 19:00 Извештај | Поени: Симанић 18 Скокови: Гист, Перпероглу, Кузмић 5 Асистенције: Л. Браун 7 Индекс: Л. Браун, Гист, Симанић 17 |                   | Швед 14 Гил 11 Карасев, Швед 4 Гил 25 |       | Хала Пионир, Београд Гледаоци: 5.432 Судије: Фернандо Роха, Емилио Перез, Микеле Роси |  |

| 7. 11. 2019. 19:00 Извештај |                                                                                 | Црвена звезда МТС | 60 : 75                           | Реал Мадрид | Штарк арена, Београд Гледаоци: 16.457 Судије: Кармело Патернико, Емин Могулкоч, Гитис Вилијус |  |
| 7. 11. 2019. 19:00 Извештај | Четвртине: 9:12, 18:21, 25:16, 8:26                                             |                   |                                   |             | Штарк арена, Београд Гледаоци: 16.457 Судије: Кармело Патернико, Емин Могулкоч, Гитис Вилијус |  |
| 7. 11. 2019. 19:00 Извештај | Поени: Барон 17 Скокови: Л. Браун 6 Асистенције: Л. Браун 5 Индекс: Л. Браун 24 |                   | Љуљ 16 Таварес 9 Љуљ 5 Таварес 21 |             | Штарк арена, Београд Гледаоци: 16.457 Судије: Кармело Патернико, Емин Могулкоч, Гитис Вилијус |  |

| 15. 11. 2019. 19:00 Извештај |                                                                                         | Црвена звезда МТС | 72 : 74                                 | Асвел | Штарк арена, Београд Гледаоци: 10.894 Судије: Хуан Карлос Гарсија, Пјотр Пастусјак, Раин Перанди |  |
| 15. 11. 2019. 19:00 Извештај | Четвртине: 16:14, 20:18, 18:15, 11:18, 7:9                                              |                   |                                         |       | Штарк арена, Београд Гледаоци: 10.894 Судије: Хуан Карлос Гарсија, Пјотр Пастусјак, Раин Перанди |  |
| 15. 11. 2019. 19:00 Извештај | Поени: Барон 16 Скокови: Гист, Давидовац 7 Асистенције: Л. Браун 4 Индекс: Давидовац 19 |                   | Жан-Шарл 20 Џекири 19 Лајти 6 Џекири 29 |       | Штарк арена, Београд Гледаоци: 10.894 Судије: Хуан Карлос Гарсија, Пјотр Пастусјак, Раин Перанди |  |

| 19. 11. 2019. 20:00 Извештај |                                                                                         | АЛБА Берлин | 93 : 80                                       | Црвена звезда МТС | Мерцедес-Бенц арена, Берлин Гледаоци: 8.076 Судије: Борис Рижик, Аре Халико, Себастјен Кливаз |  |
| 19. 11. 2019. 20:00 Извештај | Четвртине: 21:15, 25:19, 21:20, 26:26                                                   |             |                                               |                   | Мерцедес-Бенц арена, Берлин Гледаоци: 8.076 Судије: Борис Рижик, Аре Халико, Себастјен Кливаз |  |
| 19. 11. 2019. 20:00 Извештај | Поени: Гиједрајтис 22 Скокови: Сикма 8 Асистенције: Сикма, Хермансон 4 Индекс: Сикма 32 |             | Оџо 12 Јовановић, Оџо 6 Човић 8 Оџо, Човић 16 |                   | Мерцедес-Бенц арена, Берлин Гледаоци: 8.076 Судије: Борис Рижик, Аре Халико, Себастјен Кливаз |  |

| 21. 11. 2019. 19:00 Извештај |                                                                                           | Жалгирис | 59 : 61                                | Црвена звезда МТС | Жалгирис арена, Каунас Гледаоци: 14.033 Судије: Данијел Јерезуело, Ане Пантер, Роберт Виклицки |  |
| 21. 11. 2019. 19:00 Извештај | Четвртине: 21:16, 10:17, 15:14, 13:14                                                     |          |                                        |                   | Жалгирис арена, Каунас Гледаоци: 14.033 Судије: Данијел Јерезуело, Ане Пантер, Роберт Виклицки |  |
| 21. 11. 2019. 19:00 Извештај | Поени: Григонис, Улановас 11 Скокови: Јанкунас 7 Асистенције: Вокап 4 Индекс: Улановас 15 |          | Барон 14 Фаје 7 Л. Браун 3 Л. Браун 19 |                   | Жалгирис арена, Каунас Гледаоци: 14.033 Судије: Данијел Јерезуело, Ане Пантер, Роберт Виклицки |  |

| 28. 11. 2019. 19:00 Извештај |                                                                                | Црвена звезда МТС | 76 : 73                                                     | Валенсија | Хала Пионир, Београд Гледаоци: 6.087 Судије: Спирос Контас, Петри Мантила, Јакуб Замојски |  |
| 28. 11. 2019. 19:00 Извештај | Четвртине: 17:19, 20:22, 23:10, 16:22                                          |                   |                                                             |           | Хала Пионир, Београд Гледаоци: 6.087 Судије: Спирос Контас, Петри Мантила, Јакуб Замојски |  |
| 28. 11. 2019. 19:00 Извештај | Поени: Л. Браун 19 Скокови: Фаје 8 Асистенције: Л. Браун 6 Индекс: Л. Браун 21 |                   | Дубљевић 22 Дубљевић 8 Вивес, Дубљевић, Колом 3 Дубљевић 29 |           | Хала Пионир, Београд Гледаоци: 6.087 Судије: Спирос Контас, Петри Мантила, Јакуб Замојски |  |

| 5. 12. 2019. 20:45 Извештај |                                                                                        | Армани ексчејнџ Олимпија М. | 67 : 77                                         | Црвена звезда МТС | Медиоланум Форум, Милано Гледаоци: 8.680 Судије: Роберт Лотермозер, Серхио Силва, Марћин Ковалски |  |
| 5. 12. 2019. 20:45 Извештај | Четвртине: 18:20, 22:19, 10:18, 17:20                                                  |                             |                                                 |                   | Медиоланум Форум, Милано Гледаоци: 8.680 Судије: Роберт Лотермозер, Серхио Силва, Марћин Ковалски |  |
| 5. 12. 2019. 20:45 Извештај | Поени: Родригез 14 Скокови: Родригез, Скола 3 Асистенције: Брукс 7 Индекс: Родригез 16 |                             | Л. Браун 21 Гист, Фаје 6 Л. Браун 7 Л. Браун 29 |                   | Медиоланум Форум, Милано Гледаоци: 8.680 Судије: Роберт Лотермозер, Серхио Силва, Марћин Ковалски |  |

| 12. 12. 2019. 19:00 Извештај |                                                                                  | Црвена звезда МТС | 64 : 72                                       | Киролбет Басконија | Штарк арена, Београд Гледаоци: 10.367 Судије: Фернандо Роха, Јургис Лауринавичијус, Амит Балак |  |
| 12. 12. 2019. 19:00 Извештај | Четвртине: 14:20, 17:12, 12:24, 21:16                                            |                   |                                               |                    | Штарк арена, Београд Гледаоци: 10.367 Судије: Фернандо Роха, Јургис Лауринавичијус, Амит Балак |  |
| 12. 12. 2019. 19:00 Извештај | Поени: Л. Браун 20 Скокови: Кузмић 8 Асистенције: Л. Браун 5 Индекс: Л. Браун 22 |                   | Стаускас 22 Шенгелија 8 Вилдоза 4 Стаускас 22 |                    | Штарк арена, Београд Гледаоци: 10.367 Судије: Фернандо Роха, Јургис Лауринавичијус, Амит Балак |  |

| 18. 12. 2019. 18:00 Извештај |                                                                              | ЦСКА Москва | 100 : 74                                   | Црвена звезда МТС | Мегаспорт арена, Москва Гледаоци: 6.011 Судије: Мигел Анхел Перез, Сефи Шемеш, Себастјен Кливаз |  |
| 18. 12. 2019. 18:00 Извештај | Четвртине: 26:21, 26:23, 24:18, 24:12                                        |             |                                            |                   | Мегаспорт арена, Москва Гледаоци: 6.011 Судије: Мигел Анхел Перез, Сефи Шемеш, Себастјен Кливаз |  |
| 18. 12. 2019. 18:00 Извештај | Поени: Џејмс 29 Скокови: Воронцевич 6 Асистенције: Бејкер 5 Индекс: Џејмс 32 |             | Давидовац 17 Кузмић 6 Човић 9 Давидовац 14 |                   | Мегаспорт арена, Москва Гледаоци: 6.011 Судије: Мигел Анхел Перез, Сефи Шемеш, Себастјен Кливаз |  |

| 20. 12. 2019. 19:00 Извештај |                                                                                         | Црвена звезда МТС | 88 : 81                                    | Олимпијакос | Штарк арена, Београд Гледаоци: 8.076 Судије: Данијел Јерезуело, Жозеф Бисанг, Раин Перанди |  |
| 20. 12. 2019. 19:00 Извештај | Четвртине: 16:21, 24:29, 21:11, 27:20                                                   |                   |                                            |             | Штарк арена, Београд Гледаоци: 8.076 Судије: Данијел Јерезуело, Жозеф Бисанг, Раин Перанди |  |
| 20. 12. 2019. 19:00 Извештај | Поени: Л. Браун 34 Скокови: Гист 7 Асистенције: Л. Браун, Џенкинс 4 Индекс: Л. Браун 32 |                   | Пол 21 Милутинов 11 Рочести 5 Милутинов 34 |             | Штарк арена, Београд Гледаоци: 8.076 Судије: Данијел Јерезуело, Жозеф Бисанг, Раин Перанди |  |

| 27. 12. 2019. 18:00 Извештај |                                                                                      | Зенит Санкт Петербург | 58 : 65                                 | Црвена звезда МТС | Баскет хол арена, Казањ Гледаоци: 3.020 Судије: Христос Христодулу, Пјотр Пастусјак, Аре Халико |  |
| 27. 12. 2019. 18:00 Извештај | Четвртине: 16:20, 24:17, 7:14, 11:14                                                 |                       |                                         |                   | Баскет хол арена, Казањ Гледаоци: 3.020 Судије: Христос Христодулу, Пјотр Пастусјак, Аре Халико |  |
| 27. 12. 2019. 18:00 Извештај | Поени: Холинс 14 Скокови: Ајверсон, Ајон 6 Асистенције: Ренфро 4 Индекс: Ајверсон 14 |                       | Барон 26 Л. Браун 9 Л. Браун 6 Барон 34 |                   | Баскет хол арена, Казањ Гледаоци: 3.020 Судије: Христос Христодулу, Пјотр Пастусјак, Аре Халико |  |

| 2. 1. 2020. 19:00 Извештај |                                                                                          | Црвена звезда МТС | 93 : 63                                           | Бајерн Минхен | Штарк арена, Београд Гледаоци: 16.824 Судије: Кармело Патернико, Емилио Перез, Ингус Бауманис |  |
| 2. 1. 2020. 19:00 Извештај | Четвртине: 25:13, 28:18, 18:15, 22:17                                                    |                   |                                                   |               | Штарк арена, Београд Гледаоци: 16.824 Судије: Кармело Патернико, Емилио Перез, Ингус Бауманис |  |
| 2. 1. 2020. 19:00 Извештај | Поени: Л. Браун, Пантер 15 Скокови: Кузмић 7 Асистенције: Л. Браун 7 Индекс: Л. Браун 26 |                   | Монро 20 Радошевић, Ципсер 6 Ло, Монро 3 Монро 28 |               | Штарк арена, Београд Гледаоци: 16.824 Судије: Кармело Патернико, Емилио Перез, Ингус Бауманис |  |

| 10. 1. 2020. 20:45 Извештај |                                                                       | Асвел | 80 : 83                               | Црвена звезда МТС | Астробал, Вилербан Гледаоци: 5.560 Судије: Карлос Перуга, Серхио Силва, Гитис Вилијус |  |
| 10. 1. 2020. 20:45 Извештај | Четвртине: 30:13, 19:17, 16:34, 15:19                                 |       |                                       |                   | Астробал, Вилербан Гледаоци: 5.560 Судије: Карлос Перуга, Серхио Силва, Гитис Вилијус |  |
| 10. 1. 2020. 20:45 Извештај | Поени: Пејн 17 Скокови: Пејн 8 Асистенције: Стразел 4 Индекс: Пејн 26 |       | Штимац 21 Гист 6 Л. Браун 7 Штимац 23 |                   | Астробал, Вилербан Гледаоци: 5.560 Судије: Карлос Перуга, Серхио Силва, Гитис Вилијус |  |

| 15. 1. 2020. 19:00 Извештај |                                                                                | Црвена звезда МТС | 70 : 76                                           | Жалгирис | Штарк арена, Београд Гледаоци: 15.874 Судије: Борис Рижик, Фернандо Роха, Спирос Контас |  |
| 15. 1. 2020. 19:00 Извештај | Четвртине: 20:22, 18:16, 15:19, 17:19                                          |                   |                                                   |          | Штарк арена, Београд Гледаоци: 15.874 Судије: Борис Рижик, Фернандо Роха, Спирос Контас |  |
| 15. 1. 2020. 19:00 Извештај | Поени: Л. Браун 14 Скокови: Кузмић 8 Асистенције: Л. Браун 6 Индекс: Кузмић 20 |                   | Лекавичијус 17 Лендејл 9 Лендејл 4 Лекавичијус 22 |          | Штарк арена, Београд Гледаоци: 15.874 Судије: Борис Рижик, Фернандо Роха, Спирос Контас |  |

| 17. 1. 2020. 19:00 Извештај |                                                                                     | Црвена звезда МТС | 85 : 94                                  | АЛБА Берлин | Штарк арена, Београд Гледаоци: 14.376 Судије: Христос Христодулу, Марћин Ковалски, Јургис Лауринавичијус |  |
| 17. 1. 2020. 19:00 Извештај | Четвртине: 22:21, 21:18, 19:23, 17:17, 6:15                                         |                   |                                          |             | Штарк арена, Београд Гледаоци: 14.376 Судије: Христос Христодулу, Марћин Ковалски, Јургис Лауринавичијус |  |
| 17. 1. 2020. 19:00 Извештај | Поени: Пантер 24 Скокови: Штимац 6 Асистенције: Барон, Л. Браун 3 Индекс: Пантер 26 |                   | Сива, Сикма 15 Сикма 10 Сикма 4 Сикма 25 |             | Штарк арена, Београд Гледаоци: 14.376 Судије: Христос Христодулу, Марћин Ковалски, Јургис Лауринавичијус |  |

| 23. 1. 2020. 21:00 Извештај |                                                                                | Барселона | 86 : 82                                   | Црвена звезда МТС | Дворана Блауграна, Барселона Гледаоци: 5.427 Судије: Олегс Латишевс, Пјотр Пастусјак, Сефи Шемеш |  |
| 23. 1. 2020. 21:00 Извештај | Четвртине: 29:19, 12:23, 21:24, 24:16                                          |           |                                           |                   | Дворана Блауграна, Барселона Гледаоци: 5.427 Судије: Олегс Латишевс, Пјотр Пастусјак, Сефи Шемеш |  |
| 23. 1. 2020. 21:00 Извештај | Поени: Миротић 25 Скокови: Миротић 6 Асистенције: Делејни 5 Индекс: Миротић 25 |           | Л. Браун 15 Гист 6 Л. Браун 8 Л. Браун 19 |                   | Дворана Блауграна, Барселона Гледаоци: 5.427 Судије: Олегс Латишевс, Пјотр Пастусјак, Сефи Шемеш |  |

| 31. 1. 2020. 19:00 Извештај |                                                                                 | Црвена звезда МТС | 78 : 85                             | Анадолу Ефес | Штарк арена, Београд Гледаоци: 14.820 Судије: Хуан Карлос Гарсија, Кармело Патернико, Роберт Виклицки |  |
| 31. 1. 2020. 19:00 Извештај | Четвртине: 16:24, 14:27, 28:21, 20:13                                           |                   |                                     |              | Штарк арена, Београд Гледаоци: 14.820 Судије: Хуан Карлос Гарсија, Кармело Патернико, Роберт Виклицки |  |
| 31. 1. 2020. 19:00 Извештај | Поени: Давидовац 15 Скокови: Штимац 9 Асистенције: Л. Браун 9 Индекс: Штимац 18 |                   | Ларкин 24 Плајс 8 Мицић 5 Ларкин 23 |              | Штарк арена, Београд Гледаоци: 14.820 Судије: Хуан Карлос Гарсија, Кармело Патернико, Роберт Виклицки |  |

| 5. 2. 2020. 19:00 Извештај |                                                                          | Црвена звезда МТС | 78 : 73                                             | Панатинаикос ОПАП | Штарк арена, Београд Гледаоци: 12.867 Судије: Мигел Анхел Перез, Мехди Дифала, Едуард Удјанскиј |  |
| 5. 2. 2020. 19:00 Извештај | Четвртине: 9:21, 26:11, 11:25, 32:16                                     |                   |                                                     |                   | Штарк арена, Београд Гледаоци: 12.867 Судије: Мигел Анхел Перез, Мехди Дифала, Едуард Удјанскиј |  |
| 5. 2. 2020. 19:00 Извештај | Поени: Пантер 24 Скокови: Оџо 7 Асистенције: Џенкинс 5 Индекс: Пантер 28 |                   | Папајанис, Томас 12 Митоглу 10 Калатес 5 Митоглу 17 |                   | Штарк арена, Београд Гледаоци: 12.867 Судије: Мигел Анхел Перез, Мехди Дифала, Едуард Удјанскиј |  |

| 7. 2. 2020. 18:00 Извештај |                                                                       | Химки | 78 : 72                                  | Црвена звезда МТС | Арена Митишчи, Москва Гледаоци: 5.629 Судије: Фернандо Роха, Емин Могулкоч, Карлос Перуга |  |
| 7. 2. 2020. 18:00 Извештај | Четвртине: 28:18, 20:18, 16:15, 14:21                                 |       |                                          |                   | Арена Митишчи, Москва Гледаоци: 5.629 Судије: Фернандо Роха, Емин Могулкоч, Карлос Перуга |  |
| 7. 2. 2020. 18:00 Извештај | Поени: Швед 22 Скокови: Јеребко 8 Асистенције: Швед 9 Индекс: Швед 23 |       | Пантер 20 Давидовац 7 Добрић 4 Добрић 17 |                   | Арена Митишчи, Москва Гледаоци: 5.629 Судије: Фернандо Роха, Емин Могулкоч, Карлос Перуга |  |

| 21. 2. 2020. 19:00 Извештај |                                                                              | Црвена звезда МТС | 81 : 86                                     | ЦСКА Москва | Штарк арена, Београд Гледаоци: 13.457 Судије: Емилио Перез, Јакуб Замојски, Микола Амбросов |  |
| 21. 2. 2020. 19:00 Извештај | Четвртине: 17:16, 20:20, 16:24, 28:26                                        |                   |                                             |             | Штарк арена, Београд Гледаоци: 13.457 Судије: Емилио Перез, Јакуб Замојски, Микола Амбросов |  |
| 21. 2. 2020. 19:00 Извештај | Поени: Барон 15 Скокови: Оџо 5 Асистенције: Л. Браун, Гист 4 Индекс: Гист 18 |                   | Џејмс 29 Хајнс 10 Фојтман, Џејмс 3 Џејмс 21 |             | Штарк арена, Београд Гледаоци: 13.457 Судије: Емилио Перез, Јакуб Замојски, Микола Амбросов |  |

| 27. 2. 2020. 21:00 Извештај |                                                                            | Киролбет Басконија | 71 : 56                              | Црвена звезда МТС | Фернандо Буеса арена, Виторија Гледаоци: 9.245 Судије: Луиђи Ламоника, Ане Пантер, Марћин Ковалски |  |
| 27. 2. 2020. 21:00 Извештај | Четвртине: 21:15, 18:13, 15:15, 17:13                                      |                    |                                      |                   | Фернандо Буеса арена, Виторија Гледаоци: 9.245 Судије: Луиђи Ламоника, Ане Пантер, Марћин Ковалски |  |
| 27. 2. 2020. 21:00 Извештај | Поени: Шенгелија 18 Скокови: Шилдс 6 Асистенције: Шилдс 5 Индекс: Шилдс 23 |                    | Штимац 13 Штимац 7 Барон 4 Штимац 16 |                   | Фернандо Буеса арена, Виторија Гледаоци: 9.245 Судије: Луиђи Ламоника, Ане Пантер, Марћин Ковалски |  |

| 4. 3. 2020. 18:45 Извештај |                                                                                           | Фенербахче Беко | 66 : 63                                             | Црвена звезда МТС | Улкер спортска арена, Истанбул Гледаоци: 7.315 Судије: Хуан Карлос Гарсија, Спирос Контас, Гитис Вилијус |  |
| 4. 3. 2020. 18:45 Извештај | Четвртине: 22:20, 19:17, 10:14, 15:12                                                     |                 |                                                     |                   | Улкер спортска арена, Истанбул Гледаоци: 7.315 Судије: Хуан Карлос Гарсија, Спирос Контас, Гитис Вилијус |  |
| 4. 3. 2020. 18:45 Извештај | Поени: Калинић 10 Скокови: Вилијамс, Томас 6 Асистенције: Вестерман 4 Индекс: Вилијамс 19 |                 | Л. Браун, Пантер 14 Штимац 7 Л. Браун 3 Л. Браун 15 |                   | Улкер спортска арена, Истанбул Гледаоци: 7.315 Судије: Хуан Карлос Гарсија, Спирос Контас, Гитис Вилијус |  |

| 6. 3. 2020. 19:00 Извештај |                                                                                     | Црвена звезда МТС | 92 : 76                                     | Макаби ФОКС | Штарк арена, Београд Гледаоци: 7.369 Судије: Кармело Патернико, Роберт Виклицки, Жорди Алијага |  |
| 6. 3. 2020. 19:00 Извештај | Четвртине: 27:20, 22:23, 30:15, 13:18                                               |                   |                                             |             | Штарк арена, Београд Гледаоци: 7.369 Судије: Кармело Патернико, Роберт Виклицки, Жорди Алијага |  |
| 6. 3. 2020. 19:00 Извештај | Поени: Барон, Пантер 22 Скокови: Штимац 12 Асистенције: Л. Браун 9 Индекс: Барон 26 |                   | Дорси 19 Рејнолдс 10 Вилбекин 4 Вилбекин 16 |             | Штарк арена, Београд Гледаоци: 7.369 Судије: Кармело Патернико, Роберт Виклицки, Жорди Алијага |  |

| 12. 3. 2020. 21:00 Извештај |  | Реал Мадрид | — : — | Црвена звезда МТС | Визинк центар, Мадрид |  |

| 20. 3. 2020. 19:00 Извештај |  | Црвена звезда МТС | — : — | Армани ексчејнџ Олимпија М. | Штарк арена, Београд |  |

| 24. 3. 2020. 20:00 Извештај |  | Олимпијакос | — : — | Црвена звезда МТС | Дворана мира и пријатељства, Пиреј |  |

| 27. 3. 2020. 19:00 Извештај |  | Црвена звезда МТС | — : — | Зенит Санкт Петербург | Штарк арена, Београд |  |

| 3. 4. 2020. 20:30 Извештај |  | Бајерн Минхен | — : — | Црвена звезда МТС | Ауди дом, Минхен |  |

| 9. 4. 2020. 21:00 Извештај |  | Валенсија | — : — | Црвена звезда МТС | Арена Фуенте Сан Луис, Валенсија |  |

## Партизан НИС у Еврокупу

### Прва фаза „Топ 24“ — Група Б
Партизан НИС је на жребу 12. јула 2019. из петог шешира сврстан у групу Б.
| Прва четири у групи пролазе у „Топ 16“ |
| Елиминисани                            |

|    | Екипа                | Игр. | Поб. | Изг. | П+  | П-  | П+/- | Тај-брек |
| -- | -------------------- | ---- | ---- | ---- | --- | --- | ---- | -------- |
| 1. | Умана Рејер Венеција | 10   | 8    | 2    | 759 | 713 | +46  |          |
| 2. | Партизан НИС         | 10   | 7    | 3    | 767 | 722 | +45  |          |
| 3. | Тофаш                | 10   | 5    | 5    | 804 | 822 | -18  |          |
| 4. | Ритас                | 10   | 4    | 6    | 800 | 811 | -11  |          |
| 5. | Локомотива Кубањ     | 10   | 4    | 6    | 797 | 780 | +17  |          |
| 6. | Лимож                | 10   | 2    | 8    | 748 | 827 | -79  |          |

- НАПОМЕНА: Поени постигнути у продужецима нису урачунати у табели, а не користе се ни за одређивање предности у случају да су тимови изједначени.

| 1. 10. 2019. 20:00 Извештај |                                                                           | Умана Рејер Венеција | 63 : 66                             | Партизан НИС | Палата спортова Ђузепе Талијерсио, Венеција Гледаоци: 3.350 Судије: Карлос Кортес, Марћин Ковалски, Рено Гелер |  |
| 1. 10. 2019. 20:00 Извештај | Четвртине: 11:19, 17:11, 19:18, 16:18                                     |                      |                                     |              | Палата спортова Ђузепе Талијерсио, Венеција Гледаоци: 3.350 Судије: Карлос Кортес, Марћин Ковалски, Рено Гелер |  |
| 1. 10. 2019. 20:00 Извештај | Поени: Брамос 12 Скокови: Брамос 9 Асистенције: Филој 4 Индекс: Брамос 15 |                      | Пејџ 14 Томас 13 Јарамаз 4 Томас 19 |              | Палата спортова Ђузепе Талијерсио, Венеција Гледаоци: 3.350 Судије: Карлос Кортес, Марћин Ковалски, Рено Гелер |  |

| 8. 10. 2018. 20:00 Извештај |                                                                                  | Партизан НИС | 93 : 80                              | Тофаш | Штарк арена, Београд Гледаоци: 9.854 Судије: Данијел Јерезуело, Јакуб Замојски, Гитис Вилијус |  |
| 8. 10. 2018. 20:00 Извештај | Четвртине: 15:27, 30:22, 21:17, 27:14                                            |              |                                      |       | Штарк арена, Београд Гледаоци: 9.854 Судије: Данијел Јерезуело, Јакуб Замојски, Гитис Вилијус |  |
| 8. 10. 2018. 20:00 Извештај | Поени: Загорац 26 Скокови: Величковић 7 Асистенције: Валден 7 Индекс: Загорац 35 |              | Вилијамс 18 Филип 6 Филип 8 Филип 23 |       | Штарк арена, Београд Гледаоци: 9.854 Судије: Данијел Јерезуело, Јакуб Замојски, Гитис Вилијус |  |

| 15. 10. 2019. 18:00 Извештај | | Ритас | 61 : 66                           | Партизан НИС | Сименс арена, Вилњус Гледаоци: 4.123 Судије: Мехди Дифала, Ерсан Картал, Артем Лаврухин |  |
| 15. 10. 2019. 18:00 Извештај | Четвртине: 18:17, 12:17, 18:16, 13:16                                                              |       |                                   |              | Сименс арена, Вилњус Гледаоци: 4.123 Судије: Мехди Дифала, Ерсан Картал, Артем Лаврухин |  |
| 15. 10. 2019. 18:00 Извештај | Поени: Бенџијус, Круз 15 Скокови: Бенџијус, Буткевичијус 6 Асистенције: Круз 5 Индекс: Бенџијус 23 |       | Пејџ 17 Мозли 7 Гордић 7 Мозли 17 |              | Сименс арена, Вилњус Гледаоци: 4.123 Судије: Мехди Дифала, Ерсан Картал, Артем Лаврухин |  |

| 22. 10. 2019. 20:00 Извештај |                                                                         | Партизан НИС | 80 : 71                                                         | Локомотива Кубањ | Хала Пионир, Београд Гледаоци: 6.976 Судије: Пјотр Пастусјак, Раин Перанди, Уже Тепеније |  |
| 22. 10. 2019. 20:00 Извештај | Четвртине: 24:18, 17:17, 16:23, 23:13                                   |              |                                                                 |                  | Хала Пионир, Београд Гледаоци: 6.976 Судије: Пјотр Пастусјак, Раин Перанди, Уже Тепеније |  |
| 22. 10. 2019. 20:00 Извештај | Поени: Томас 16 Скокови: Мозли 9 Асистенције: Валден 5 Индекс: Мозли 20 |              | Декер, Камингс 17 Вилијамс 10 Камингс 7 Вилијамс, Калнијетис 18 |                  | Хала Пионир, Београд Гледаоци: 6.976 Судије: Пјотр Пастусјак, Раин Перанди, Уже Тепеније |  |

| 30. 10. 2019. 19:15 Извештај |                                                                                     | Лимож | 60 : 82                            | Партизан НИС | Палата спортова Боблан, Лимож Гледаоци: 4.518 Судије: Карлос Перуга, Саулијус Рацис, Себастјен Кливаз |  |
| 30. 10. 2019. 19:15 Извештај | Четвртине: 25:16, 7:20, 8:20, 20:26                                                 |       |                                    |              | Палата спортова Боблан, Лимож Гледаоци: 4.518 Судије: Карлос Перуга, Саулијус Рацис, Себастјен Кливаз |  |
| 30. 10. 2019. 19:15 Извештај | Поени: Инверници 13 Скокови: Конклин 5 Асистенције: Кристон 10 Индекс: Инверници 14 |       | Томас 16 Мозли 9 Гордић 6 Мозли 21 |              | Палата спортова Боблан, Лимож Гледаоци: 4.518 Судије: Карлос Перуга, Саулијус Рацис, Себастјен Кливаз |  |

| 5. 11. 2019. 20:00 Извештај |                                                                        | Партизан НИС | 69 : 83                        | Умана Рејер Венеција | Штарк арена, Београд Гледаоци: 8.418 Судије: Карлос Кортес, Јургис Лауринавичијус, Синан Исгудер |  |
| 5. 11. 2019. 20:00 Извештај | Четвртине: 18:21, 21:16, 9:25, 21:21                                   |              |                                |                      | Штарк арена, Београд Гледаоци: 8.418 Судије: Карлос Кортес, Јургис Лауринавичијус, Синан Исгудер |  |
| 5. 11. 2019. 20:00 Извештај | Поени: Томас 18 Скокови: Мозли 7 Асистенције: Мозли 6 Индекс: Мозли 22 |              | Вот 27 Стоун 11 Стоун 7 Вот 37 |                      | Штарк арена, Београд Гледаоци: 8.418 Судије: Карлос Кортес, Јургис Лауринавичијус, Синан Исгудер |  |

| 13. 11. 2019. 18:00 Извештај |                                                                             | Тофаш | 82 : 72                                                        | Партизан НИС | Спортска хала Тофаш, Бурса Гледаоци: 4.773 Судије: Роберт Лотермозер, Гитис Вилијус, Василики Царуча |  |
| 13. 11. 2019. 18:00 Извештај | Четвртине: 18:10, 24:21, 21:23, 19:18                                       |       |                                                                |              | Спортска хала Тофаш, Бурса Гледаоци: 4.773 Судије: Роберт Лотермозер, Гитис Вилијус, Василики Царуча |  |
| 13. 11. 2019. 18:00 Извештај | Поени: Мехија 26 Скокови: Вилијамс 9 Асистенције: Ермиш 5 Индекс: Мехија 29 |       | Гордић 15 Бирчевић, Мозли, Томас 6 Загорац, Јарамаз 3 Мозли 13 |              | Спортска хала Тофаш, Бурса Гледаоци: 4.773 Судије: Роберт Лотермозер, Гитис Вилијус, Василики Царуча |  |

| 20. 11. 2019. 20:00 Извештај |                                                                                    | Партизан НИС | 86 : 81                                     | Ритас | Штарк арена, Београд Гледаоци: 7.544 Судије: Мехди Дифала, Марћин Ковалски, Мориц Рајтер |  |
| 20. 11. 2019. 20:00 Извештај | Четвртине: 23:21, 23:19, 22:17, 18:24                                              |              |                                             |       | Штарк арена, Београд Гледаоци: 7.544 Судије: Мехди Дифала, Марћин Ковалски, Мориц Рајтер |  |
| 20. 11. 2019. 20:00 Извештај | Поени: Загорац 17 Скокови: Томас 5 Асистенције: Гордић, Јарамаз 4 Индекс: Томас 20 |              | Бенџијус 15 Берстоу 5 Холовеј 7 Бенџијус 13 |       | Штарк арена, Београд Гледаоци: 7.544 Судије: Мехди Дифала, Марћин Ковалски, Мориц Рајтер |  |

| 11. 12. 2019. 18:00 Извештај |                                                                                       | Локомотива Кубањ | 83 : 76                                  | Партизан НИС | Баскет-хол арена, Краснодар Гледаоци: 2.356 Судије: Сефи Шемеш, Роберт Виклицки |  |
| 11. 12. 2019. 18:00 Извештај | Четвртине: 27:19, 18:21, 22:26, 16:10                                                 |                  |                                          |              | Баскет-хол арена, Краснодар Гледаоци: 2.356 Судије: Сефи Шемеш, Роберт Виклицки |  |
| 11. 12. 2019. 18:00 Извештај | Поени: Кузминскас 17 Скокови: Вилијамс 9 Асистенције: Калнијетис 9 Индекс: Кулагин 17 |                  | Бирчевић 17 Томас 6 Рединг 6 Бирчевић 19 |              | Баскет-хол арена, Краснодар Гледаоци: 2.356 Судије: Сефи Шемеш, Роберт Виклицки |  |

| 17. 12. 2019. 20:00 Извештај |                                                                                                   | Партизан НИС | 77 : 58                                      | Лимож | Штарк арена, Београд Гледаоци: 3.908 Судије: Петрос Папапетру, Томаш Травицки, Семјон Овинов |  |
| 17. 12. 2019. 20:00 Извештај | Четвртине: 16:14, 24:20, 14:6, 23:18                                                              |              |                                              |       | Штарк арена, Београд Гледаоци: 3.908 Судије: Петрос Папапетру, Томаш Травицки, Семјон Овинов |  |
| 17. 12. 2019. 20:00 Извештај | Поени: Јанковић 14 Скокови: Загорац 7 Асистенције: Јарамаз, Рединг 5 Индекс: Јанковић, Јарамаз 16 |              | Гињард 15 Бутсјел 8 Браун, Стол 4 Бутсјел 20 |       | Штарк арена, Београд Гледаоци: 3.908 Судије: Петрос Папапетру, Томаш Травицки, Семјон Овинов |  |

### Друга фаза „Топ 16“ — Група Е
| Прва два у свакој групи пролазе у четвртфинале |
| Елиминисани                                    |

|    | Екипа                    | Игр. | Поб. | Изг. | П+  | П-  | П+/- | Тај-брек |
| -- | ------------------------ | ---- | ---- | ---- | --- | --- | ---- | -------- |
| 1. | Партизан НИС             | 6    | 5    | 1    | 489 | 418 | +71  |          |
| 2. | Сегафредо Виртус Болоња  | 6    | 4    | 2    | 519 | 488 | +31  |          |
| 3. | Дарушафака Текфен        | 6    | 3    | 3    | 458 | 464 | -6   |          |
| 4. | Доломити Енерђија Тренто | 6    | 0    | 6    | 413 | 509 | -96  |          |

- НАПОМЕНА: Поени постигнути у продужецима нису урачунати у табели, а не користе се ни за одређивање предности у случају да су тимови изједначени.

| 8. 1. 2020. 20:00 Извештај |                                                                                | Партизан НИС | 99 : 81                              | Сегафредо Виртус Болоња | Штарк арена, Београд Гледаоци: 16.505 Судије: Христос Христодулу, Жозеф Бисанг, Милош Кољеншић |  |
| 8. 1. 2020. 20:00 Извештај | Четвртине: 26:23, 36:19, 22:21, 15:18                                          |              |                                      |                         | Штарк арена, Београд Гледаоци: 16.505 Судије: Христос Христодулу, Жозеф Бисанг, Милош Кољеншић |  |
| 8. 1. 2020. 20:00 Извештај | Поени: Валден 23 Скокови: Величковић 7 Асистенције: Гордић 4 Индекс: Гордић 30 |              | Гејнс 21 Гембл 7 Марковић 6 Гејнс 20 |                         | Штарк арена, Београд Гледаоци: 16.505 Судије: Христос Христодулу, Жозеф Бисанг, Милош Кољеншић |  |

| 15. 1. 2020. 19:00 Извештај |                                                                        | Доломити Енерђија Тренто | 58 : 83                                                | Партизан НИС | ПалаТренто, Тренто Гледаоци: 1.641 Судије: Емилио Перез, Раин Перанди, Уже Тепеније |  |
| 15. 1. 2020. 19:00 Извештај | Четвртине: 12:24, 16:23, 12:14, 18:22                                  |                          |                                                        |              | ПалаТренто, Тренто Гледаоци: 1.641 Судије: Емилио Перез, Раин Перанди, Уже Тепеније |  |
| 15. 1. 2020. 19:00 Извештај | Поени: Блекмон 12 Скокови: Нокс 8 Асистенције: Мјан 3 Индекс: Крафт 14 |                          | Загорац, Пејџ 11 Јанковић 9 Валден 5 Јанковић, Пејџ 15 |              | ПалаТренто, Тренто Гледаоци: 1.641 Судије: Емилио Перез, Раин Перанди, Уже Тепеније |  |

| 21. 1. 2020. 18:15 Извештај |                                                                           | Дарушафака Текфен | 65 : 63                                                | Партизан НИС | Фолксваген арена, Истанбул Гледаоци: 3.706 Судије: Роберт Лотермозер, Марћин Ковалски, Себастјен Кливаз |  |
| 21. 1. 2020. 18:15 Извештај | Четвртине: 15:12, 15:20, 18:11, 17:20                                     |                   |                                                        |              | Фолксваген арена, Истанбул Гледаоци: 3.706 Судије: Роберт Лотермозер, Марћин Ковалски, Себастјен Кливаз |  |
| 21. 1. 2020. 18:15 Извештај | Поени: Демир 13 Скокови: Хамилтон 6 Асистенције: Браун 9 Индекс: Браун 15 |                   | Загорац, Макаду, Пејџ 13 Јанковић 7 Гордић 4 Макаду 16 |              | Фолксваген арена, Истанбул Гледаоци: 3.706 Судије: Роберт Лотермозер, Марћин Ковалски, Себастјен Кливаз |  |

| 28. 1. 2020. 20:00 Извештај |                                                                                            | Партизан НИС | 69 : 57                                    | Дарушафака Текфен | Хала Пионир, Београд Гледаоци: 7.467 Судије: Сефи Шемеш, Ане Пантер, Рено Желер |  |
| 28. 1. 2020. 20:00 Извештај | Четвртине: 16:17, 19:8, 14:18, 20:14                                                       |              |                                            |                   | Хала Пионир, Београд Гледаоци: 7.467 Судије: Сефи Шемеш, Ане Пантер, Рено Желер |  |
| 28. 1. 2020. 20:00 Извештај | Поени: Јарамаз 15 Скокови: Мозли 8 Асистенције: Гордић, Јарамаз, Пејџ 2 Индекс: Јарамаз 18 |              | Хамилтон 17 Хамилтон 9 Гулер 7 Хамилтон 22 |                   | Хала Пионир, Београд Гледаоци: 7.467 Судије: Сефи Шемеш, Ане Пантер, Рено Желер |  |

| 5. 2. 2020. 20:00 Извештај |                                                                                  | Сегафредо Виртус Болоња | 82 : 84                            | Партизан НИС | ПалаДоца, Болоња Гледаоци: 4.768 Судије: Хуан Карлос Гарсија, Ерсан Картал, Саулијус Рацис |  |
| 5. 2. 2020. 20:00 Извештај | Четвртине: 18:13, 29:22, 21:28, 14:21                                            |                         |                                    |              | ПалаДоца, Болоња Гледаоци: 4.768 Судије: Хуан Карлос Гарсија, Ерсан Картал, Саулијус Рацис |  |
| 5. 2. 2020. 20:00 Извештај | Поени: Теодосић 24 Скокови: Гембл 6 Асистенције: Теодосић 10 Индекс: Теодосић 30 |                         | Валден 29 Томас 6 Пејџ 4 Валден 33 |              | ПалаДоца, Болоња Гледаоци: 4.768 Судије: Хуан Карлос Гарсија, Ерсан Картал, Саулијус Рацис |  |

| 4. 3. 2020. 21:00 Извештај |                                                                             | Партизан НИС | 91 : 75                         | Доломити Енерђија Тренто | Штарк арена, Београд Гледаоци: 9.175 Судије: Карлос Кортес, Роберт Виклицки, Амит Балак |  |
| 4. 3. 2020. 21:00 Извештај | Четвртине: 21:22, 24:17, 18:14, 28:22                                       |              |                                 |                          | Штарк арена, Београд Гледаоци: 9.175 Судије: Карлос Кортес, Роберт Виклицки, Амит Балак |  |
| 4. 3. 2020. 21:00 Извештај | Поени: Јарамаз 19 Скокови: Томас 9 Асистенције: Јанковић 7 Индекс: Томас 26 |              | Нокс 20 Нокс 7 Крафт 10 Нокс 23 |                          | Штарк арена, Београд Гледаоци: 9.175 Судије: Карлос Кортес, Роберт Виклицки, Амит Балак |  |

### Четвртфинале
| 17. 3. 2020. 20:30 Извештај |  | Партизан НИС | — : — | УНИКС Казањ | Штарк арена, Београд |  |

| 20. 3. 2020. 17:30 Извештај |  | УНИКС Казањ | — : — | Партизан НИС | Баскет хол арена, Казањ |  |